# 哈納佩佩 (夏威夷州)
哈納佩佩（英語：Hanapepe）是位於美國夏威夷州可愛縣的一個人口普查指定地區。

## 地理
哈納佩佩的座標為21°54′59″N 159°35′25″W / 21.91639°N 159.59028°W，而該地最高點為海拔高度28米（即92英尺）。

## 人口
根據2010年美國人口普查的數據，哈納佩佩的面積為2.64平方千米，當中陸地面積為2.39平方千米，而水域面積為0.25平方千米。當地共有人口2638人，而人口密度為每平方千米999.24人。